# Рихтер, Павел
Павел Рихтер (чеш. Pavel Richter; 5 декабря 1954, Прага, Чехословакия) — чехословацкий хоккеист, нападающий. В составе сборной Чехословакии серебряный призёр Олимпийских игр 1984 года в Сараево, участник Кубка Канады 1976 и 1981 года, чемпион мира 1985 года, трёхкратный серебряный призёр чемпионатов мира.

## Биография
Павел Рихтер провёл почти всю свою карьеру в клубе «Спарта Прага». С 1973 по 1985 год выступал в чемпионате Чехословакии за «Спарту», только в сезоне 1979/80 играл за армейский клуб «Дукла Тренчин». В 1985 году уехал за границу, играл в Швейцарии и Германии. Закончил карьеру в 1990 году. После окончания игровой карьеры стал тренером. Работал в командах «Славия Прага» (1993—94), «Спарта Прага» (1998—2000).
C 1975 по 1985 год играл за сборную Чехословакии. Становился серебряным призёром Олимпийских игр 1984 года и чемпионатов мира 1978, 1982 и 1983 годов. Самым главным успехом в карьере стала золотая медаль чемпионата мира 1985 года, проходившего в Чехословакии. 6 мая 2010 года принят в Зал славы чешского хоккея.

## Достижения
- Чемпион мира 1985
- Серебряный призёр чемпионата мира и Европы 1978, 1983
- Серебряный призер чемпионата мира 1982

- Бронзовый призёр чемпионата мира и Европы 1981
- Бронзовый призер чемпионата Европы 1982
- Серебряный призёр Олимпийских игр 1984
- Бронзовый призёр чемпионата Европы среди юниоров 1973
- Серебряный призёр чемпионата Чехословакии 1974
- Бронзовый призёр чемпионата Чехословакии 1977

## Статистика
Приведена статистика выступлений за сборную и в высших лигах
- Чемпионат Чехословакии — 485 игр, 181 шайба
- Сборная Чехословакии — 137 игр, 39 шайб
- Чемпионат Швейцарии — 35 игр, 50 очков (21+29)
- Чемпионат Германии — 76 игр, 131 очко (48+83)
- Кубок Германии — 6 игр, 5 очков (2+3)
- Всего за карьеру — 739 игр, 291 шайба